# Anisozyga flavilinea
Anisozyga flavilinea là một loài bướm đêm trong họ Geometridae.